# Giovanni Di Clemente
Giovanni Di Clemente (Roma, 15 aprile 1948 – Roma, 2 gennaio 2018) è stato un produttore cinematografico italiano, vincitore di 2 David di Donatello.

## Biografia
Iniziò l'attività di produttore nei primi anni settanta. Realizzò film di diversi generi, dal cinema popolare a film d'autore, producendo diverse opere di Mario Monicelli, Luigi Magni, Nanni Loy, Michele Placido e Maurizio Zaccaro.
Per il film di Monicelli Speriamo che sia femmina vinse nel 1986 i David di Donatello come miglior produttore e per il miglior film. Si aggiudicò anche, nel 1996, un David speciale alla carriera per il contributo dato al mondo del cinema italiano.
Dagli anni novanta in poi fu attivo nella produzione di fiction e miniserie televisive; dal 1983 anche nella distribuzione cinematografica, in un primo momento con la società C.D.E. (Compagnia Distribuzione Europea), in seguito, grazie anche ad un contratto di esclusiva per la distribuzione dei film prodotti dalla Orion Pictures, verso il 1987 la società cambiò nome in C.D.I. (Compagnia Distribuzione Internazionale).
Di Clemente fu il distributore di alcuni film di Woody Allen, tra il 1984 e il 1992, e distribuì al cinema anche alcuni successi di pubblico come RoboCop, Platoon, La famiglia Addams.
Nel 1991 la sua C.D.I. distribuì nelle sale Il silenzio degli innocenti, vincitore di 5 premi Oscar, che si classificherà tra i maggiori successi di quella stagione cinematografica.

## Filmografia

### Produttore

#### Cinema
- Poliziotto sprint, regia di Stelvio Massi (1977)
- American Fever, regia di Claudio De Molinis (1978)
- Speed Cross, regia di Stelvio Massi (1979)
- La settimana bianca, regia di Mariano Laurenti (1980)
- Delitto a Porta Romana, regia di Bruno Corbucci (1980)
- Il ficcanaso, regia di Bruno Corbucci (1981)
- La settimana al mare, regia di Mariano Laurenti (1981)
- Car Crash, regia di Antonio Margheriti (1981)
- Una vacanza del cactus, regia di Mariano Laurenti (1981)
- Ciao nemico, regia di E.B. Clucher (1981)
- Attenti a quei P2, regia di Pier Francesco Pingitore (1982)
- Sturmtruppen 2 - Tutti al fronte, regia di Salvatore Samperi (1982)
- Si ringrazia la regione Puglia per averci fornito i milanesi, regia di Mariano Laurenti (1982)
- La sai l'ultima sui matti?, regia di Mariano Laurenti (1982)
- Conquest, regia di Lucio Fulci (1983)
- La casa delle orchidee, regia di Derek Ford (1983)
- Segni particolari: bellissimo, regia di Castellano e Pipolo (1983)
- Guapparia, regia di Stelvio Massi (1984)
- Torna, regia di Stelvio Massi (1984)
- College, regia di Castellano e Pipolo (1984)
- Mamma Ebe, regia di Carlo Lizzani (1985)
- Speriamo che sia femmina, regia di Mario Monicelli (1986)
- La monaca di Monza, regia di Luciano Odorisio (1987)
- I picari, regia di Mario Monicelli (1987) - anche produttore esecutivo
- Via Paradiso, regia di Luciano Odorisio (1988)
- Domino, regia di Ivana Massetti (1988)
- 'o Re, regia di Luigi Magni (1989)
- Corsa di primavera, regia di Giacomo Campiotti (1989)
- Scugnizzi, regia di Nanni Loy (1989)
- Il male oscuro, regia di Mario Monicelli (1990)
- Blue Tornado, regia di Antonio Bido (1991)
- Parenti serpenti, regia di Mario Monicelli (1992)
- Ultimo respiro, regia di Felice Farina (1992)
- Le amiche del cuore, regia di Michele Placido (1992)
- Pacco, doppio pacco e contropaccotto, regia di Nanni Loy (1993)
- Giovanni Falcone, regia di Giuseppe Ferrara (1993)
- Facciamo paradiso, regia di Mario Monicelli (1995)
- Classe mista 3ª A, regia di Federico Moccia (1996)
- Squillo, regia di Carlo Vanzina (1996)
- Panarea, regia di Pipolo (1997)
- Il carniere, regia di Maurizio Zaccaro (1997)
- Gli inaffidabili, regia di Jerry Calà (1997)
- Del perduto amore, regia di Michele Placido (1998)
- Panni sporchi, regia di Mario Monicelli (1999)
- Il popolo degli uccelli, regia di Rocco Cesareo (1999)
- Un uomo perbene, regia di Maurizio Zaccaro (1999)
- Aitanic, regia di Nino D'Angelo (2000)
- Gli angeli di Borsellino, regia di Rocco Cesareo (2003) - anche produttore esecutivo

#### Televisione
- Aquile – serie TV (1990)
- Scoop, regia di José María Sánchez – miniserie TV (1992)
- Un uomo di rispetto, regia di Damiano Damiani – miniserie TV (1993)
- Inquietudine, regia di Gianni Siragusa – film TV (1997)
- Un papà quasi perfetto, regia di Maurizio Dell'Orso – miniserie TV (2003)
- Joe Petrosino, regia di Alfredo Peyretti – miniserie TV (2006)

### Produttore esecutivo

#### Cinema
- Illuminata, regia di John Turturro (1998)

#### Televisione
- Racket, regia di Luigi Perelli – miniserie TV (1997)